# Јункерс Ju.22
Јункерс Ju.22 или Јункерс T 22 је једноседи ловачки авион направљен у Немачкој. Авион је први пут полетео 1923. године.

## Наоружање
| Наоружање авиона: Јункерс      |             |
| Ватрено (стрељачко) наоружање  |             |
| Топ                            |             |
| Митраљез                       |             |
| Број и ознака митраљеза        | планирана 2 |
| Бомбардерско наоружање (бомбе) |             |
| Ракетно наоружање (ракете)     |             |